# Лаоський кіп
Лаоський кіп (лаос. ກີບ) — офіційна грошова одиниця Лаосу; дорівнює 100 атам.

## Опис
Кіп є грошовою одиницею Лаосу з 1955 року. З 16 червня 1975 року в обігу перебувають номінал грошової системи — кіп свободи, який становить 20 кіп, випущених раніше. Кіп — єдина офіційна валюта держави. Незважаючи на це, тайський бат і долар США приймаються всюди.
В обігу перебувають купюри номіналом 500, 1000, 2000, 5000, 10000, 20000, 50000 та 100000 кіпів.
Грошовий білет номіналом 10000 кіпів має розмір 152×68 мм. У центрі його лицьового боку знаходиться портрет Кейсона Фомвіхана, який 1955 року отримав посаду генерального секретаря ЦК Народно-революційної партії Лаосу. На задньому плані зображено замок, а з лівої сторони — державний герб Лаосу. На іншій стороні купюри розміщене зображення сільського пейзажу з дорогою та мостом. Банкнота має захист — водяний знак у вигляді портрета Кейсона Фомвіхана. Захисна нитка знаходиться з правого боку від центру. Домінуючі кольори: блакитний, синій, чорний, помаранчевий і жовтий.
Банкнота номіналом 20000 кіпів має розміри 152×68 мм, в центрі лицьової сторони знаходиться портрет Кейсона Фомвіхана. На задньому плані розміщено зображення замку, а з лівого боку — державного герба Лаосу. На зворотному боці — лісовий пейзаж і гребля. Купюра захищена водяним знаком у вигляді портрета Кейсона Фоміхана. Захисна нитка знаходиться з правого боку від центру. Переважаючі кольори: червоний, помаранчевий і чорний.
15 листопада 2010 року була випущена банкнота 100000 кіпів на честь 450-річчя з дня заснування столиці В'єнтьяна і 35-річчя створення Лаоської Народно-Демократичної Республіки. Банк Лаосу почав випускати банкноту 100000 кіпів, як серійну у 2012 році (на купюрі стоїть 2011 рік), у зв'язку «із заохоченням лаоського народу до використання національної валюти, замість тайського бата і долара США».